# La Serena Open 2007
Il La Serena Open 2007 è stato un torneo di tennis facente parte della categoria ATP Challenger Series nell'ambito dell'ATP Challenger Series 2007. Il torneo si è giocato a La Serena in Cile dal 15 al 21 gennaio 2007 su campi in terra rossa e aveva un montepremi di $50 000.

## Vincitori

### Singolare
Mariano Zabaleta ha battuto in finale  Juan Pablo Brzezicki con il punteggio di 6–2, 6–4

### Doppio
Marc López /  Simone Vagnozzi hanno battuto in finale  Carlos Berlocq /  Brian Dabul con il punteggio di 3–6, 6–3, [10-1]